# Roei Beckel
Roei Beckel (in ebraico רועי בקל‎?; Petah Tiqwa, 7 ottobre 1987) è un ex calciatore israeliano, di ruolo difensore.